# Nemoraea capensis
Nemoraea capensis är en tvåvingeart som först beskrevs av Jean-Baptiste Robineau-Desvoidy 1830.  Nemoraea capensis ingår i släktet Nemoraea och familjen parasitflugor. Inga underarter finns listade i Catalogue of Life.